# Miłość Greków
Miłość Greków (niem. die Männerliebe der Griechen) – XIX-wieczna koncepcja miłości pomiędzy mężczyznami autorstwa Heinricha Hössliego.
W XIX wieku nie funkcjonowało dzisiejsze pojęcie homoseksualizmu. Zjawisko miłości pomiędzy osobami tej samej płci zaliczano do kategorii różnorodnych zachowań niemieszczących się w przyjętej przez społeczeństwo normie, które penalizowano. Impulsem dla zabrania głosu przez Hössliego mógł być głośny w ówczesnych Niemczech proces sądowy, w którym prawnika, a więc osobę o wysokim statusie społecznym, oskarżono o zabójstwo swego znacznie młodszego sekretarza. Pojawiały się głosy, że motywem była namiętność prawnika do swego pracownika i zazdrość o niego.
W obliczu trudności z wyjaśnieniem zjawiska miłości pomiędzy mężczyznami Heinrich Hössli w swej pracy pod tytułem Eros wydanej po raz pierwszy w 1836 odwołał się do filozofii starożytnej Grecji, jak też wprowadził nowe pojęcie płci duszy. Wedle tego autora kobiecość czy też męskość nie musi odpowiadać męskim, czy żeńskim narządom płciowym. To nie one mają decydować o pojawiającym się popędzie płciowym i go ukierunkowywać. Rolę tę pełni wedle Szwajcara płeć duszy. Pożądanie obiera sobie obiekt o płci przeciwnej do płci duszy, co pozwala Hössliego zachować rozpowszechniony w XIX wieku pogląd zwany zasadą komplementarności. Stanowił on, że człowiek odczuwa popęd do osoby o przeciwnej płci, w przypadku miłości męsko-męskiej obiektem pożądania byłaby więc cały czas osoba o płci przeciwnej, tylko że do płci duszy, a nie płci anatomicznej pożądającego podmiotu.
Hössli poszedł w rozumowaniu jeszcze dalej, atakując powszechnie uznawany w XIX wieku stan prawny. Stwierdził on, że mężczyzna nie może być winien, że ma duszę kobiety. To, jaką kto posiada duszę, że nie stanowi przecież przedmiotu wyboru. Jeśli ktoś ma duszę płci innej, niż narządy rozrodcze, naturalne będzie dla niego poszukiwanie miłości osoby o płci przeciwnej do płci swej duszy. A więc mężczyzna taki będzie dążył do miłości Greków. Będzie to dla niego naturalne, nie stanowiąc, jak powszechnie uważano, występku przeciwko naturze. Co za tym idzie, miłość pomiędzy mężczyznami nie powinna podlegać karze.
Publikacja Hössliego nie spotkała się z życzliwym przyjęciem. Lokalne władze objęły ją zakazem i zarządziły konfiskatę. Przypadkowo strawił je później pożar. Kolejne wydanie pojawiło się dopiero w 1996